# Campo de blanqueo

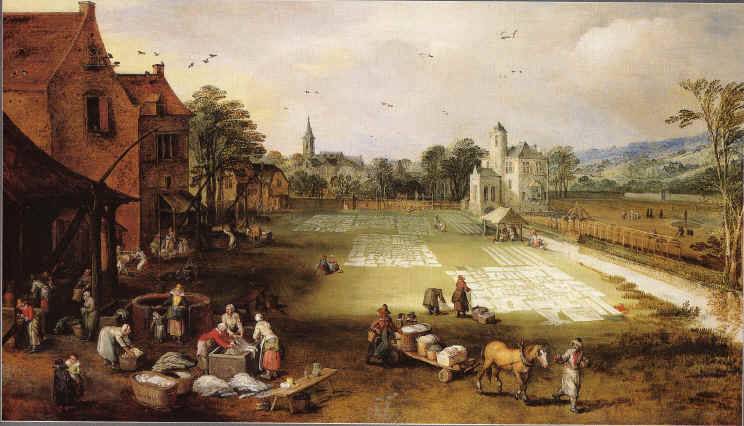
Bleekveld in een dorp (Campos de blanqueo en un pueblo), hacia 1650 (Jan Brueghel el Joven)

Los campos de blanqueo eran áreas donde se colocaban las telas con el fin de conseguir tela blanca. En este lugar, se exponía la tela a la luz solar por meses con el fin de blanquearla.             
Los blanqueadores usaban mucha agua. Las telas, extendidas sobre el césped, se rociaban con agua: la acción del sol sobre el tejido húmedo blanqueaba la ropa. La aparición redujo tiempos, y así redujo la necesidad de tantos campos de blanqueo.

## Historia

### En Países Bajos
Los campos de blanqueo se concentraron cerca a Harleem. Debido a que el proceso requería mucha agua, se abastecían del canal Jan Gijzenvaart.
El trabajo en los campos de blanqueo duraba desde fines de marzo hasta mediados de noviembre. El uso de leche agria y muchos otros acelerantes contaminaba las aguas.
Después del declive de la industria del blanqueo alrededor de 1800, se compraron muchos terrenos para la construcción de fincas y residencias de campo para los ciudadanos adinerados. También se crearon algunas áreas residenciales simples como Santpoort Noord y el barrio de Jan Gijzenvaart (ahora Santpoort Zuid).
Un ejemplo de museo construido en un campo de blanqueo está en Arnhem, Gelderland. Esta instalación de blanqueo permaneció en funcionamiento con la familia Gehrels hasta 1938. En 1938, el municipio de Bloemendaal donó la instalación de blanqueo de Overveens al Nederlands Openluchtmuseum (Museo Abierto de los Países Bajos). Actualmente puede visitarse. Los campos de blanqueo eran parte de la lavandería de Overveens. Fue la última lavandería en los Países Bajos que usaba molinos de sangre. En el Openluchmuseum de Arnhem se puede ver paso a paso el proceso. Primero clasificaban la ropa. La ropa se calentaba hasta el punto de ebullición en calderas de cobre junto con ceniza (ceniza pura calcinada de coníferas o madera de roble) y agua. Luego, la maceraban mientras un molino de sangre agitaba el pozo. Al terminar el proceso, iba a los campos de blanqueo, sonde el sol blanqueaba la ropa. Posteriormente, los enjuagadores luego enjuagaban la ropa en agua helada. Finalmente, secaban la ropa, la planchaban y doblaban.

### En Gran Bretaña
En el siglo XVIII había muchos campos de blanqueo de lino en Escocia, particularmente en Perthshire, Renfrewshire en las Tierras Bajas de Escocia y las afueras de Glasgow. En la década de 1760, la fabricación de lino se convirtió en una industria importante en Escocia, solo superada por la agricultura. Por ejemplo, solo en 1782, Perthshire produjo 1,7 millones de yardas de lino, por un valor de £ 81,000 (£ 10,031,000 si actualizamos la inflación a 2021 ).
Los campos de blanqueo también eran comunes en el norte de Inglaterra; por ejemplo, se cree que el nombre de la ciudad de Whitefield, en las afueras de Mánchester, deriva de los campos de blanqueo medievales utilizados por los colonos flamencos.
En el siglo XVIII, los blanqueadores habían logrado reducir el tiempo de blanqueo de 18 meses a 4 meses al reemplazar la leche agria con ácido sulfúrico. En la última mitad del siglo XVIII, los blaqueadores empezaron a usar la cal, pero la usaban en secreto por sus posibles efectos nocivos.
En 1799, Charles Tennant obtuvo la patente de su invento, el polvo blanqueador (cloruro de cal). Este polvo blanqueador permitía el procesamiento de telas en interiores durante todo el año, Los campos de blanqueo dejaron de estar al aire libre, pero mantuvieron su nombre.

## Funcionamiento
Así como la lana necesita la follatura y el lino necesita el enriado, los tejidos necesitaban espacio y tiempo al aire libre para blanquearse.
Los campos de blanqueo eran emplazados cerca a los ríos y canales para aprovechar la fuerza hidráulica y el agua, que se necesitaba en abundancia. Estaban situadas de forma tal que el viento ventilará las telas durante el proceso de secado. Además, Las áreas cercanas a las plantas de blanqueo debían poder convertirse fácilmente en campos de blanqueo, para facilitar el viento. En un principio debían tener cercanía a las ganaderías, para poder producir leche agria. Esto fue reemplazado por la lejía.
El método consistía en blanquear la tela con acción del sol. Las telas eran extendidas sobre los pastos, y se les rociaba con agua. Se los dejaba al sol ya que sus rayos blanqueaban los tejidos mojados.
A grandes rasgos, podemos explicar el procesamiento del blanqueo de tela en las siguientes fases:
1. Remojo, lavado y enjuague (este proceso se repetía varias veces con el fin de limpiar la suciedad suelta)
2. Escurrido (A veces, había una maquinaria donde era exprimida la tela)
3. Secado en los campos de blanqueo (En estos campos habían céspedes cortos, se tendía la ropa y se rociaba de vez en cuando con el agua clara)
4. Calentado (en el caldero, lleno de agua y potasa y cocido con turba),
5. Blanqueo en los campos de blanqueo,
6. Acidificación (Se eliminaban los restos de cal aún presentes y la ropa adquiría un mejor color. Para ello se utilizaba leche que previamente había sido acidificada por calentamiento),
7. Lavado con jabón blanqueador (jabón suave para eliminar la suciedad suelta aún presente)
8. Velado (control sobre una mesa larga, donde se eliminan las manchas restantes).
9. Azulado (Los tonos amarillos eran maquillados con un añil),
10. Secado (Solía secarse encima de algún campo, suspendidos en postes)
11. Embalaje

Todo el proceso tomó alrededor de dos a tres meses. (en la lavandería de Overveen de la familia Gehrels)

## En el arte
Los campos de blaqueo eran un tema popular para los pintores neerlandeses del barroco. Destaca Vista de Haarlem con campos de blanqueo de Jacob van Ruisdael.
Una de las vidrieras hechas por Stephen Adam para Maryhill Burgh Halls en 1878 muestra a trabajadores de un campo de blanqueo trabajando.